# Laura Gonçalves (realizadora)
Laura Gonçalves (Belmonte,1988) é uma realizadora e animadora portuguesa premiada internacionalmente.   

## Biografia
Laura Gonçalves nasceu em Belmonte, no dia 13 de Abril de 1988. 
Estudou na  Faculdade de Belas Artes da Universidade de Lisboa, onde se formou em Arte e Multimédia, em 2009. Ainda em Lisboa, começa a trabalhar em animação no estúdio Sardinha em Lata. 
Estreia-se como realizadora com a curta metragem Três Semanas Em Dezembro, em 2012. No mesmo ano termina o mestrado em animação na Arts University Bournemouth. 
No ano seguinte, vai morar para o Porto trabalhar na produtora Bando à Parte e co-funda BAP Cooperative - Animation Studios, CRL. 

## Prémios e reconhecimento
O filme de animação Água Mole, co-realizado com Alexandra Ramires, foi nomeado para a Quinzena dos Realizadores de Cannes, em 2017. 
Com O Homem do Livro, é distinguida com:
- Dois prémios no  Animafest Zagreb 2022, nomeadamente o Grande Prémio e Prémio do Público para Melhor Curta-Metragem. [9][10][4]
- Três Prémios na 21ª edição da MONSTRA - Festival de Animação de Lisboa, nomeadamente o Prémio SPA | Vasco Granja e o Prémio do Público [11]
- O Prémio de Melhor Filme de Animação, no Festival de Cinema de Clermont-Ferrand [12]

É também com O Homem do Lixo que integra a lista de realizadores pré-nomeados para os Oscares, nomeadamente na categoria de Óscar de Melhor Curta-Metragem de Animação. 
A curta-metragem Percebes, co-realizada com Alexandra Ramires, ganhou o Prémio Cristal para Melhor Curta Metragem, no Festival de Cinema de Animação de Annecy, em 2024. 

## Filmografia
Entre a sua filmografia encontram-se: 
- 2013 - Três Semanas em Dezembro
- 2015 - Nossa Senhora da Apresentação, co-realizado com Abi Feijó, Alice Guimarães e Daniela Duarte [4]
- 2017 - Água Mole, co-realizado com Laura Gonçalves [19]
- 2022 - O Homem do Lixo
- 2024 - Percebes, co-realizado com Alexandra Ramires

## Ligações Externas
- Fio condutor | Laura Gonçalves entrevistada por Rafael Félix (2023)
- Antena 1| Laura Gonçalves e Alexandra Ramires falam sobre o filme "Percebes", com Aurélio Gomes (2024)